# Dan Gay
Dan Gay III (* 20. Juli 1961 in Tallahassee) ist ein ehemaliger US-amerikanisch-italienischer Basketballspieler.

## Werdegang
Gay spielte als Schüler in seinem Heimatland, den Vereinigten Staaten, Basketball an der Amos P. Godby High School in Florida. Von 1979 bis 1983 war er Student und Basketballspieler an der University of Southwestern Louisiana. Mit 665 in dieser Zeit erzielten Rebounds stand er in der Bestenliste der Hochschulmannschaft bei seinem Abschied auf dem zehnten Platz. Er war bei Southwestern Louisiana Mannschaftskamerad von Graylin Warner. Beim NBA-Draftverfahren 1983 gingen die Rechte an Gay in der vierten Auswahlrunde an die Washington Bullets, die aber nicht auf die Dienste des Innenspielers zurückgriffen.
Seine Laufbahn im Berufsbasketball begann Gay in den Niederlanden beim Verein SV Hatrans Tonego, mit dem er 1983/84 auch am Europapokal der Pokalsieger teilnahm. Es folgte der Wechsel nach Italien, zunächst in die zweithöchste Spielklasse Serie A2 zu Sebastiani Rieti. Ab 1985 war er in der Serie A. In dem Land spielte Gay, bis er vom Leistungssport zurücktrat. Er nahm die italienische Staatsbürgerschaft an und bestritt Länderspiele für die Nationalmannschaft. Bei der Europameisterschaft 1997 erreichte Gay mit Italien das Endspiel, das gegen Jugoslawien verloren wurde. Auf Vereinsebene gewann er 1998 mit Bologna den italienischen Pokalwettbewerb sowie den Supercup und 2000 die italienische Meisterschaft.
Im Anschluss an seine Zeit in der Serie A spielte Gay in Italien in unteren Klassen. Seine Stärken waren Rebounds, sein kräftiger Körperbau und seine Sprungkraft.
2009 wurde er Manager der italienischen Nationalmannschaft. Aufgrund einer Aortenklappenstenose musste sich Gay einer Herzoperation unterziehen.